# Маусымбаев, Серикбай Салимбекович
Серикбай Салимбекович Маусымбаев (13.06.1947) — педагог, учёный, общественный деятель, доктор педагогических наук, профессор, Заслуженный работник атомной отрасли РК, академик Казахстанской Национальной академии естественных наук.

## Биография
Родился в 1947 году в городе Семипалатинске Восточно-Казахстанской области. Его детские и школьные годы прошли в Аягузе, где он окончил с медалью среднюю школу № 58, проявив склонности к физике и математике. Большое желание стать физиком привело его в 1965 г. на студенческую скамью физического факультета КазГУ им. С. М. Кирова.
В 1970 году после окончания университета по специальности «теоретическая физика» по распределению был направлен на кафедру физики Семипалатинского педагогического института им. Н. К. Крупской. Вся дальнейшая его трудовая деятельность связана с этим учебным заведением, в котором он прошел путь от ассистента до проректора по учебно-воспитательной работе. Занимал должность проректора в течение 10 лет, заведует кафедрой более 30 лет. В 1972—1975 гг. обучался в аспирантуре Киевского госуниверситета им. Т. Г. Шевченко и в 1976 г. защитил кандидатскую диссертацию на тему «Теория движения и излучения заряженных частиц в однородном магнитном и неоднородном электрическом полях» (специальность «теоретическая и математическая физика»), подготовленную под руководством д.ф.-м.н., профессоров В. И. Воронцова (КГУ) и Ю. Г. Павленко (МГУ).
Академик КазНАЕН и председатель Семипалатинского и Курчатовского филиала этой Академии.

## Научная деятельность
Автор более 250 работ, в том числе 2 монографии, 20 учебников и учебных пособий по квантовой механике, атомной, ядерной и нейтронной физике, физике твердого тела и педагогике, многие из них впервые написаны на государственном языке, ряд работ изданы в России, Украине, Узбекистане, Нидерландах, Англии и США.

## Награды и звания
- Профессор физики РК и РФ
- Почетный работник образования РК (2004)
- Республиканский государственный грант «Лучший преподаватель вуза» (2006)
- Медаль А.Швейцера Европейской Академии естественных наук (2006)
- Заслуженный работник атомной отрасли РК I степени (2007)
- За заслуги в развитии науки РК (2007)
- Почетный гражданин Аягузского района" (2007)
- Лауреат республиканской премии имени И. Алтынсарина за лучшие научные исследования в области педагогики (2008)
- Серебряная медаль им. аль-Фараби КазНАЕН (2012)
- Независимое агентство аккредитации рейтинга РК. Генеральный рейтинг преподавателей вузов РК. Лучший преподаватель ТОП-30 (2014) и ТОП-50 (2015)
- Медаль «Лидер образования» "Международного Казахского Творческого Объединения «Планета мира» (2017)
- Специальность «Физика» заняла 1 место в республике (рейтинг образовательных программ вузов за 2019 г., «Атамекен», Естественные науки).
- Медаль «За заслуги в развитии города Семей» (удостоверение № 460, 2021)
- Почетный профессор Университета имени Шакарима г. Семей — Ученый Совет 30.03.2023 г.
- Нагрудный знак «Лучший в атомной отрасли» выдан Министерством энергетики РК (удостоверение № 11, 25.09.2023)
- Нагрудный знак «Гордость Аягузовского района области Абай» (12.09.2024 г.)
- Награждён орденом «Құрмет» (2024 г.)